# Pleione autumnalis
Pleione autumnalis är en växtart i släktet Pleione och familjen orkidéer. Den beskrevs av Sing Chi Chen och Guang Hua Zhu.

## Utbredning
Arten förekommer i sydvästra Yunnan i Kina.